# Rio Căşăria (Tărcuţa)
O Rio Căşăria é um rio da Romênia, afluente do Tărcuţa, localizado no distrito de Neamţ.